# Dignala
Dignala è una suddivisione dell'India, classificata come census town, di 12.510 abitanti, situata nel distretto di Bardhaman, nello stato federato del Bengala Occidentale. In base al numero di abitanti la città rientra nella classe IV (da 10.000 a 19.999 persone).

## Geografia fisica
La città è situata a 23° 35' 11 N e 87° 11' 16 E.

## Società

### Evoluzione demografica
Al censimento del 2001 la popolazione di Dignala assommava a 12.510 persone, delle quali 6.741 maschi e 5.769 femmine. I bambini di età inferiore o uguale ai sei anni assommavano a 1.177, dei quali 605 maschi e 572 femmine. Infine, coloro che erano in grado di saper almeno leggere e scrivere erano 9.753, dei quali 5.739 maschi e 4.014 femmine.